# Live Oak (Texas)
Live Oak es una ciudad ubicada en el condado de Béxar en el estado estadounidense de Texas. En el Censo de 2010 tenía una población de 13.131 habitantes y una densidad poblacional de 1.057,55 personas por km².

## Geografía
Live Oak se encuentra ubicada en las coordenadas 29°33′19″N 98°20′24″O / 29.55528, -98.34000. Según la Oficina del Censo de los Estados Unidos, Live Oak tiene una superficie total de 12.42 km², de la cual 12.3 km² corresponden a tierra firme y (0.9%) 0.11 km² es agua.

## Demografía
Según el censo de 2010, había 13.131 personas residiendo en Live Oak. La densidad de población era de 1.057,55 hab./km². De los 13.131 habitantes, Live Oak estaba compuesto por el 70.86% blancos, el 13.35% eran afroamericanos, el 0.5% eran amerindios, el 3.61% eran asiáticos, el 0.37% eran isleños del Pacífico, el 6.65% eran de otras razas y el 4.65% pertenecían a dos o más razas. Del total de la población el 34.99% eran hispanos o latinos de cualquier raza.